# Араужо, Луис
Луи́с де Арау́жо Гимара́йнс Не́то (порт.-браз. Luiz de Araújo Guimarães Neto; род. 2 июня 1996, Такуаритинга, Сан-Паулу), или же просто Луис Араужо (порт.-браз. Luiz Araújo; бразильский португальский: [luˈiz ɐɾɐˈuʒu]) — бразильский футболист, полузащитник клуба «Фламенго».

## Клубная карьера
Араужо — воспитанник клубов «Мирасол» и «Сан-Паулу». В 2016 году для получения игровой практики Луис на правах аренды выступал за «Гремио Новуризонтино». 5 июня того же года в матче против «Крузейро» он дебютировал в бразильской Серии А в составе «Сан-Паулу». 5 ноября в поединке против «Коринтианс» Луис забил свой первый гол за команду.
В июне 2017 года Араужо перешёл во французский «Лилль». Сумма трансфера составила 10,5 млн евро. 6 августа в матче против «Нанта» он дебютировал в Лиге 1. 14 октября в поединке против «Труа» Луис забил свой первый гол за «Лилль».
5 августа 2021 года Араужо перешёл в клуб MLS «Атланта Юнайтед», подписав контракт по правилу назначенного игрока. Сумма трансфера составила 10 млн евро. В североамериканской лиге он дебютировал 18 августа в матче против «Торонто». 15 сентября в матче против «Цинциннати» он забил свой первый гол в MLS.
18 мая 2023 года было объявлено о переходе Араужо во «Фламенго» после открытия трансферного окна в Бразилии 3 июля. Стоимость трансфера составила 9 млн евро (около 48 млн реалов). Контракт был подписан сроком до конца декабря 2027 года. За «красно-чёрных» он дебютировал 5 июля в матче Кубка Бразилии против «Атлетико Паранаэнсе», заменив во втором тайме Эвертона Рибейро.

## Достижения
«Лилль»
- Чемпион Франции: 2020/21
- Обладатель Суперкубка Франции: 2021